# Celaenorrhinus kivuensis
Celaenorrhinus kivuensis is een vlinder uit de familie van de dikkopjes (Hesperiidae). De wetenschappelijke naam van de soort is voor het eerst geldig gepubliceerd in 1921 door Joicey & Talbot.